# Una stanza tutta per sé
Una stanza tutta per sé (titolo orig. A Room of One's Own) è un esteso saggio della scrittrice britannica Virginia Woolf, pubblicato per la prima volta il 24 ottobre 1929 che si basa su due conferenze tenute al Newnham College e al Girton College, istituti femminili dell'Università di Cambridge, nell'ottobre 1928.
Nel suo saggio, Woolf utilizza metafore per raccontare le ingiustizie sociali e commenti sulla mancanza di libertà d'espressione delle donne. Il punto saliente del tema è la seguente frase: "A woman must have money and a room of her own if she is to write fiction".
Ella scrive di una donna il cui pensiero sia come quello di un pesce disceso nella corrente. Se la donna inizia a pensare un'idea, la guardia rinforza la regola per cui alle donne non è consentito di parlare sull'erba. Rispettando la regola, la donna perde l'idea. Qui, Woolf descrive l'influenza delle aspettative sociali sulla donna come genitrice, ignorante e casta.
Il significato politico del testo è direttamente legato alla metafora del pesce. Quando una giovane donna emerge, questa consapevolezza di ingiustizia rende chiara la riduzione del potenziale femminile. Perciò, l'influenza più generale della discussione rivela l'incremento di tensioni sociali del Ventesimo secolo. Woolf suggerisce che l'assenza di narrativa femminile è il risultato della mancanza di opportunità piuttosto che la precipua assenza di talento.
L'associazione tra povertà e bassi rendimenti può inoltre portare a svantaggi per generazioni. Mentre le donne sono state per decenni marginalizzate e il patriarcato ha dominato la letteratura, la teoria generale della Woolf può essere estesa a molte circostanze politiche. In questo caso, i bambini sono estremamente consapevoli della propria condizione sociale, oltre che delle proprie possibilità o dell'assenza di queste. Anche qui si presta ad essere utilizzata la metafora del pesce, nella quale le donne, consce della propria posizione, perdono il proprio pensiero. Ciò ci aiuta a vedere come i problemi cambino forma, ma l'assenza di opportunità ancora causi isolamento e ingiustizie.

## Contenuti
Il saggio ripercorre la storia letteraria della donna. In senso pratico il fine ultimo della tesi di Virginia Woolf è quello di rivendicare, per il sesso femminile, la possibilità di essere ammesse ad una cultura che fino a quel momento si era rivelata di esclusivo appannaggio maschile, in una società, nella fattispecie quella inglese, di stampo profondamente maschilista.
Ma l'intento più interessante del saggio che, com'era caratteristica di Virginia Woolf, nasconde diverse sfumature, si rivela essere proprio quello di decostruire questo linguaggio patriarcale in ambito letterario e sociale.
Se secoli di sudditanza hanno relegato la figura femminile al silenzio, escludendola dalle sale della cultura, diviene allora necessario dare spazio ad una voce che rappresenti la prospettiva femminile.
Il testo, che si rivela particolarmente intricato, rivela ad ogni rilettura un'interpretazione nuova. Il tentativo, però, di partire da questo punto per dare una linea definita al pensiero femminile, è stata opera nella seconda ondata del movimento femminista, negli anni Sessanta e Settanta. Studiose come Jane Marcus, o Elaine Showalter, hanno evidenziato la rivoluzione di affermazioni dell'autrice, per cui "we think back through our mothers if we are women". Sottolineando come quest'idea sia rappresentativa del peso che il linguaggio maschile ha avuto sul ruolo sociale della donna, definendone – nei secoli – le peculiarità, le colpe, il carattere, pesando quindi anche gravemente sul modo in cui le donne si sono rapportate a se stesse.
Se lo scenario del saggio-romanzo di Virginia Woolf è quello universitario (la protagonista, anonima, parla durante una giornata nel fittizio college di Oxbridge), questo non è casuale. È proprio partendo dal luogo principe dell'esclusione femminile, che Woolf decide di smantellare una cultura d'élite, ridicolizzandone i difetti. Fin dal principio afferma, infatti, la sua intenzione di distaccarsi dal linguaggio patriarcale, e lo rende chiaro assumendo un'altra posizione radicale: non sarà, come richiede ogni buona lezione di Professori Accademici, una pura verità quella che fornirà al lettore, ma "an opinion upon a minor point: a woman must have money and a room of her own, if she is to write fiction".
Il fatto stesso che decida di fornire un'opinione è rivoluzionario, poiché l'opinione presuppone una discussione, un dubbio e una riflessione. Fornendoci un'opinione, è come se quindi Virginia Woolf avesse deciso di restaurare il significato stesso della parola "lezione".
L'anonimato è un altro punto che mira ad avvicinarla a quel pubblico femminile a cui si stringe come in una conversazione confidenziale. Non è Virginia che parla, "call me Mary Beton, Mary Seton or Mary Carmaichael", dirà, spogliandosi della sua identità per assumere quella della donna con la D maiuscola, quella che ha vissuto nel silenzio per secoli.
Woolf afferma inoltre, "there is no mark on the wall to measure the height of women in history", sottolineando come la mancanza di cultura e vita sociale, abbiano reso la donna invisibile nella storia. Non c'è un muro su cui misurarne le gesta, poiché nessun gesto è mai stato compiuto.
In questo senso, Virginia Woolf sembra avvertire queste mancanze come una colpa in parte da attribuire alle donne stesse. Vi è infatti più di un riferimento all'impossibilità delle donne di riuscire ad ottenere un posto nella società, perché troppo impegnate ad occuparsi di bambini e attività domestiche. Nessuna delle grandi scrittrici aveva figli, sottolinea.
Questo argomento, particolarmente controverso, viene ripreso in una sezione particolare, in cui Woolf inventa un personaggio fittizio, quello di Judith "la sorella di Shakespeare". La figura di un'ipotetica sorella del più grande scrittore esistito, anche lei desiderosa di divenire scrittrice, ma sbeffeggiata da tutti, serve per illustrare le mancanze, le negazioni, a cui il mondo femminile va inevitabilmente incontro. La strada di Judith si divide in una pericolosa biforcazione: essere una scrittrice, e venire indicata come folle; o arrendersi al volere del padre e trovare marito. La sua storia si concluderà con una gravidanza forzata e il suicidio. Ancora qui ritorna l'idea di una punizione inflitta all'arrendevolezza al ruolo di madre.
Ma Woolf non si sofferma solo su questo. Il merito storicamente più riconosciuto all'opera, è il tentativo di riordinare la storia delle scrittrici, partendo da Aphra Behn, per arrivare a Jane Austen,e le sorelle Brontë e finire con George Eliot. Queste ultime, in particolare, vengono criticate per aver lasciato che la rabbia dovuta all'esclusione dal mondo attivo, traspaia dalla loro letteratura, errore che non commette ad esempio Jane Austen. La rabbia è un altro elemento fondamentale del saggio, e Woolf la attribuisce all'incapacità della donna di riuscire a liberarsi dal peso della "men's sentence". Nel viaggio in cui ci conduce, attraverso il silenzio delle stanze domestiche che non vengono illuminate dalla scrittura, dalla mancanza di soldi che permetterebbe al mondo femminile di ottenere una libertà intellettuale, Virginia Woolf arriva alla conclusione che l'unica frase che vesta adeguatamente il libro sia androgina.
La mente androgina, che si libera dal peso della costruzione psicologica maschile e femminile, permette di vedere le cose obiettivamente. In realtà questa idea viene oggi contestata dal femminismo, poiché appare come un compromesso con il lettore maschile, che all'inizio del saggio viene completamente escluso. Ancora, secondo altri sarebbe una dichiarazione di bisessualità, un compromesso tra la sua eterosessualità e l'amore lesbico che l'autrice avrebbe provato per Vita Sackville-West. Di fatto ancora oggi il testo è oggetto di critica in campo letterario, politico e sociale, essendo il primo saggio moderno della letteratura femminista. L'autrice si riferisce sottilmente a molti dei più importanti intellettuali del tempo.
Il titolo deriva dalla concezione di Virginia Woolf che, "una donna deve avere soldi e una stanza tutta per sé per poter scrivere". Si fa anche riferimento alla necessità di una licenza poetica e alla libertà personale per creare arte, da parte di qualsiasi autore o artista.

## Edizioni inglesi
- Virginia Woolf, A Room of One's Own, Richmond, Hogarth Press, 1929.
- Virginia Woolf, A Room of One's Own, New York City, Harcourt Brace & Co., 1929.

## Traduzioni italiane
- Una stanza tutta per sé. in  Per le strade di Londra, traduzione di Livio Bacchi Wilcock e Juan Rodolfo Wilcock, Collana La Cultura. Storia, Critica e Testi n.73, Milano, Il Saggiatore, 1963. - Milano, Club degli Editori, 1964; Collezione Saggi in brossura, Il Saggiatore-Garzanti, marzo 1974; Milano, Mondadori, 1978; Introduzione di Attilio Bertolucci, Collana Saggi di Arte e Letteratura, Milano, Il Saggiatore, giugno 1981.
- Una stanza tutta per sé, traduzione di Livio Bacchi Wilcock e Juan R. Wilcock, Introduzione di Marisa Bulgheroni, Biblioteca delle Silerchie nuova serie n.3, Milano, Il Saggiatore, maggio 1980, 1991. - Milano, SE, 1993-2023; Collana UEF. I Classici, Milano, Feltrinelli, 2011-2023; Introduzione di Natalia Aspesi, Collana I Grandi della Narrativa n.15, La Biblioteca di Repubblica, Roma, 2011.
- Una stanza tutta per sé, traduzione di Maura Del Serra, Introduzione di Armanda Guiducci, Collana Tascabili Economici, Roma, Newton Compton, 1993-2023.
- Una stanza tutta per sé, trad. e cura di Graziella Mistrulli, Collana Ennesima, Rimini, Guaraldi, agosto 1995, ISBN 978-88-804-9048-7.
- Una stanza tutta per sé, traduzione di Maria Antonietta Saracino, Collana Einaudi Tascabili. Serie bilingue n.279, Torino, Einaudi, 1997, ISBN 978-88-061-3598-0. - Note di Nadia Fusini, Collana Oscar Scrittori del Novecento n.1748, Milano, Mondadori, 2000; Collana ET Scrittori, Torino, Einaudi, 2016, ISBN 978-88-062-3185-9.
- Una stanza tutta per sé, traduzione di Egle Costantino, Collana Grandi Classici BUR, Milano, Rizzoli, 2013, ISBN 978-88-170-6798-0.
- Una stanza tutta per sé, traduzione di Francesca Giannelli, Collana Ro Ro Ro, Firenze, Clichy, 2014, ISBN 978-88-679-9090-0.
- Una stanza tutta per sé, trad. e Introduzione di Magda Indiveri, Collana Grande Biblioteca, Santarcangelo di Romagna, Rusconi, 2017, ISBN 978-88-180-3213-0. - Collana Futuro anteriore, Roma, Theoria, 2018, ISBN 978-88-999-9740-3.
- Una stanza tutta per sé, traduzione di Alessio Forgione, Introduzione di Attilio Bertolucci[4], Collana I grandi libri, Milano, Garzanti, 2020, ISBN 978-88-118-1421-4. - Collezione Piccoli Tesori n.1, Milano, RBA Italia, 2023 [senza lo scritto di A. Bertolucci].
- Una stanza solo per sé, traduzione di Mario Fortunato, Collana Classici Contemporanei, Milano-Firenze, Bompiani, 2022, ISBN 978-88-301-0558-4.

## Influenze
Un certo numero di iniziative culturali sono state intitolate A Room of One's Own. Nel 1975, è stata fondata un'omonima libreria indipendente situata al 2717 di Atwood Avenue a Madison, nel Wisconsin, che offre un'ampia selezione di libri, con particolare attenzione alle opere di donne e a tematiche femministe ed LGBT. Nello stesso anno è stata lanciata una rivista letteraria lanciata a Vancouver, in Canada, dalla West Coast Feminist Literary Magazine Society, o Growing Room Collective, che era originariamente chiamata Room of One's Own, ma è cambiata in Room nel 2007.